# أبو بكر السلمي
أبو بكر محمد بن سليمان بن عبد الرحمن بن عمر السلمي، من أهل شاطبة. كان من أهل العلم والأدب، عدديًا فرضيًا، صاحب مساحة، ولكن غلب عليه الفقه. وولي القضاء في ألسن من كور «مرسية» وتوفي سنة 612 هـ. ذكره ابن الأبار في تكملة الصلة.